# Barsanofio Pasquale Marsella
Barsanofio Pasquale Marsella (Oria, 20 agosto 1880 – Roma, 1973) è stato uno storico e presbitero italiano.

## Biografia
Nel 1908 durante il suo sacerdozio fonda un centro di istruzione giovanile a Oria. Si sposta a Tripoli nel 1919 e successivamente si trasferisce a Roma, dove si dedica soprattutto a studi di storia religiosa, alcuni in collaborazione con Antonio Primaldo Coco aderendo al modernismo teologico moderato. Durante la sua permanenza nella capitale stringe amicizia con Ernesto Buonaiuti. Muore a Roma nel 1973 lasciando alla biblioteca De Pace - Lombardi di Oria le sue opere.

## Opere (selezione)
- Il marchesato dei Bonifacio in Oria e il processo dell'Università oritana contro Gian Bernardino, Roma, Tip. Pio X, 1943
- (con A. Primaldo Coco) La sede vescovile di Oria e relazioni con quella di Brindisi: studio storico-critico, Roma, Tip. Pio X, 1943
- Da Oria viene la parola di Dio: saggio storico-critico sulla colonia ebraica di Oria Messapica durante il Medio Evo, Roma, Ist. St. Sordomuti, 1952.
- Oria fumosa, leggenda drammatica in tre atti, Roma, tip. Ostiense, 1966